# Liberty Nickel (1913)
Liberty Nickel (Liberty head nickel, V Nickel) z 1913 roku – licząca 5 sztuk partia amerykańskiej monety o nominale 5 centów. Pięciocentówka znana pod nazwą Liberty Nickel została zaprojektowana w 1883 roku przez Charlesa Barbera i była formalnie produkowana do 1912 roku, jednak pięć egzemplarzy zostało wybitych ze sfałszowaną datą 1913 roku. Są one obecnie jednymi z najrzadziej spotykanych numizmatów, a po monecie bulionowej Double Eagle, należą do najdroższych monet świata. Egzemplarz sprzedany na aukcji na Florydzie w 2010 roku uzyskał cenę ponad 3,7 mln dolarów.

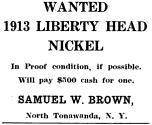
Ogłoszenie Browna (The Numismatist, grudzień 1919)

## Historia
W 1912 roku amerykańska mennica zakończyła emisję monety o nominale 5 centów, bitej na podstawie projektu z Charlesa Barbera od 1883 roku. Awers monety zwanej Liberty Nickel przedstawiał profil Libertas z diademem i wieńcem, a poniżej widniała data emisji. Na zakończenie produkcji z pras mennicy zeszło jednak także pięć dodatkowych monet, na których widniała nieprawdziwa data 1913 roku. Amerykańscy badacze i numizmatycy przypuszczają, że fałszerstwa dopuścił się ówczesny pracownik mennicy Samuel W. Brown, bowiem to właśnie Brown ujawnił istnienie unikatowych monet w 1919 roku. Dał wówczas ogłoszenie o chęci zakupu takich monet początkowo po 500, a później po 600 dolarów za sztukę. Brown zwlekał z ujawnieniem faktu istnienia unikatowych pięciocentówek by uniknąć kary. W latach 20. XX wieku sprzedał komplet monet kupcowi z Filadelfii. Przez około dwadzieścia lat monety stanowiły jedną kolekcję i dopiero w latach 40. XX wieku zostały rozdzielone. Wystawiony wówczas do sprzedaży egzemplarz został nabyty przez George’a O. Woltona, kolekcjonera z Karoliny Północnej za cenę 3750 dolarów. W 1962 roku Wolton zginął w wypadku samochodowym, a obok jego ciała znaleziono setki monet z jego bogatej kolekcji numizmatycznej. Pięciocentówka z datą 1913 roku przypadła w spadku siostrze zmarłego, Melvie Givens. Ta jednak uzyskała od ekspertów informację, że jest to falsyfikat i przechowywała monetę w kopercie aż do swojej śmierci w 1992 roku. Spadkobiercy dowiedzieli się o historii monety i jej wartości dopiero w 2003 roku, kiedy zawieźli ją na targi organizowane przez Amerykańskie Stowarzyszenie Numizmatyczne. Na targach wystawiane były akurat pozostałe egzemplarze tego rzadkiego numizmatu.

## Ceny aukcyjne numizmatu
W XXI wieku numizmat zaczął osiągać coraz wyższe ceny aukcyjne. W 2003 roku cena jednej z monet przekroczyła milion dolarów. W 2010 roku na aukcji na Florydzie wystawiono jeden z dwóch egzemplarzy, które w przeszłości były własnością egipskiego króla Faruka I. Uzyskał cenę ponad 3,7 mln dolarów. W kwietniu 2013 roku kolejny egzemplarz został wystawiony na aukcji w Chicago. Przed aukcją numizmatycy nie wykluczali, że może uzyskać cenę nawet rzędu 5 milionów dolarów. Ostatecznie moneta została sprzedana za 3.172.500 dolarów.